# Mah-nà mah-nà
Mah-nà mah-nà oppure Viva la sauna svedese è un brano musicale pop e novelty composto da Piero Umiliani. Il testo della canzone non contiene alcuna parola di senso compiuto.

## Storia

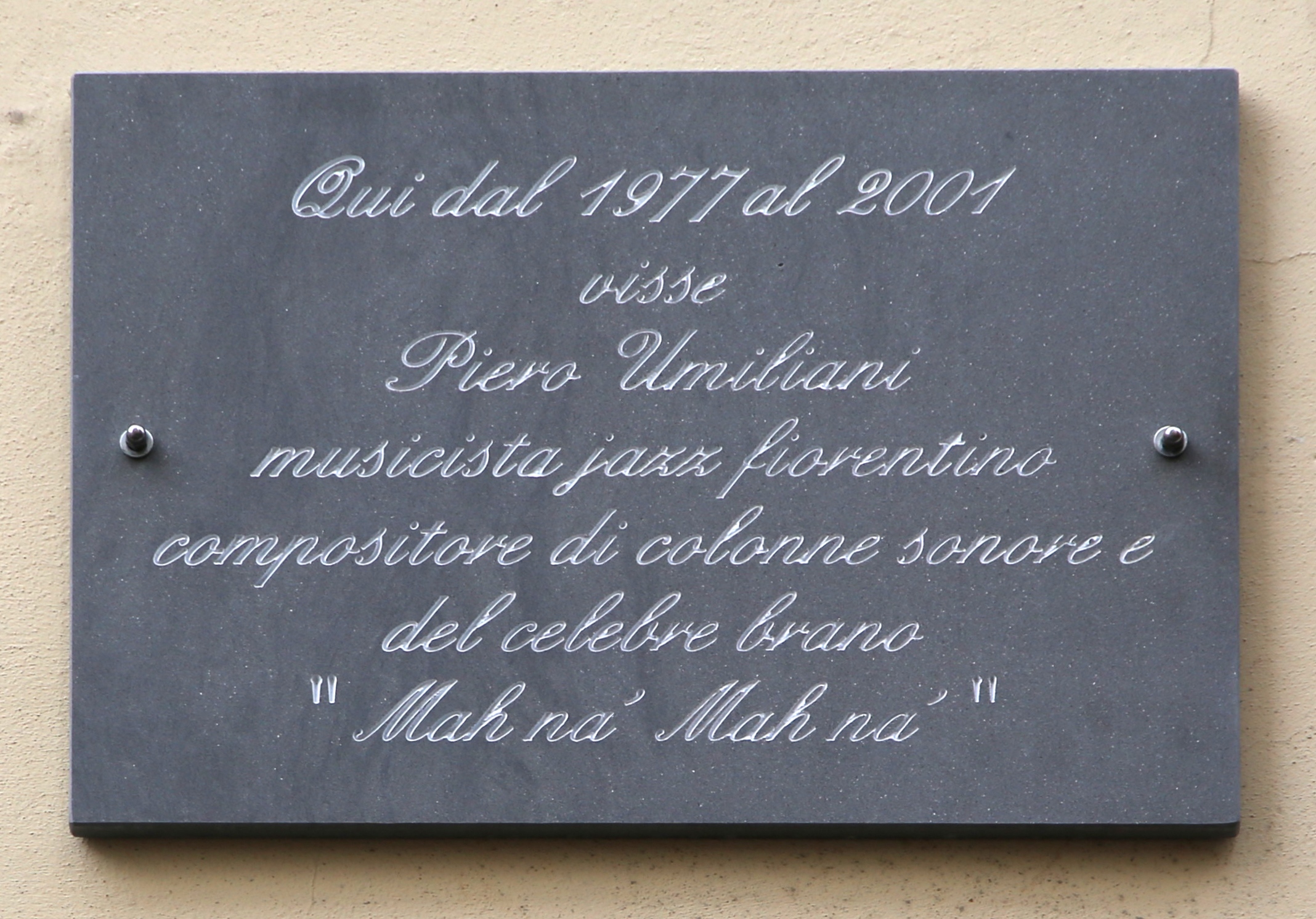
Lapide sulla casa dove abitò Pietro Umiliani a Firenze, che ricorda il brano Mah-nà mah-nà

Il brano debuttò come parte della colonna sonora del mondo movie italiano Svezia inferno e paradiso (1968), diretto da Luigi Scattini, uno pseudo-documentario sui costumi sessuali in Svezia. Umiliani chiamò il brano Viva la sauna svedese e con questo titolo fu pubblicato nell'album di sonorizzazioni Psichedelica nel 1968 (Omicron, LPM 0015) contenente tutte le musiche che il regista, Scattini, non utilizzò per il proprio film. Quando il film fu distribuito all'estero, ed in particolare negli Stati Uniti, il titolo del motivetto fu cambiato, su consiglio di Joseph Auslander, in Mah-nà mah-nà per favorire un'ampia diffusione nel mercato americano.
Del ruolo che ebbe il produttore statunitense nel rendere popolare il brano, Umiliani affermò:
La canzone è eseguita dal complesso Marc 4, collaboratori abituali di Umiliani, costituito da alcuni tra i migliori session man italiani (da Carlo Pes a Maurizio Majorana a Antonello Vannucchi alle tastiere), mentre le voci sono del maestro Alessandro Alessandroni e di sua moglie Giulia De Mutiis. Grazie al successo riscosso, nel 1975 la versione originale fu anche pubblicata su 45 giri dalla Derby (DBR 2956), con il titolo separato da trattini (Mah-na-mah-na) e sul retro You Tried to Warn Me.
Il pezzo nella sua esecuzione originale interpola alcune melodie famose tra le quali figurano la Rapsodia svedese di Hugo Alfvén e la celebre canzone napoletana Santa Lucia che fa parte del folklore svedese. Tutte e due le melodie sono un richiamo all'ambito socio-culturale svedese, su cui è incentrato il film per il quale era stato scritto il brano.

## Cover e utilizzi
- Il brano iniziò ad essere popolare oltreoceano quando fu utilizzato per alcuni momenti comici del programma televisivo americano The Red Skelton Show nella stagione 1969/1970.
- Il brano divenne famoso per un'esibizione comica dei Muppet, apparsa prima su emittenti televisive statunitensi nel programma Sesamo apriti del 1969 e poi nella prima puntata del Muppet Show del 1976 che ne consacrò il successo.[6][7]
- Il brano è inoltre anche uno dei temi musicali che accompagnano numerose comiche di Benny Hill del Benny Hill Show.
- Il motivo di Mah-nà mah-nà fu anche ripreso dal gruppo brasiliano Pato Fu, nel loro singolo del 1999 Made in Japan.[8]
- Il 21 gennaio 2011 il motivo è comparso all'inizio dell'episodio 3.10 del telefilm Fringe.
- Maurizio Crozza ne ha usato il tema in una serie di sketch satirici dedicati a Roberto Maroni e Umberto Bossi nei suoi programmi Crozza nel Paese delle Meraviglie e Fratelli di Crozza.[9]
- Nel 2021 è stato utilizzato per una serie di spot pubblicitari italiani con Teo Teocoli, Giovanni Vernia e Angela Finocchiaro.
- Il brano è stato usato nel programma di Antonio Ricci di Canale 5 Striscia la notizia come sottofondo della rubrica Spetteguless e anche all'inizio del programma Il ComuniCattivo condotto da Igor Righetti e andato in onda su Radio 1.